# New Democrat Coalition

Logo

De New Democrat Coalition (NDC) is een centristische groepering van verkozenen (caucus) in de Democratische fractie in het Amerikaans Congres. De caucus streeft een "gematigd", "pro-groei" beleid na en een begroting in evenwicht. De caucus werd in 1997 opgericht als parlementaire poot van de Democratic Leadership Council, die sinds de jaren 1980 ijvert voor een minder linkse koers, maar meer een politiek van de derde weg.
De New Democrat Coalition telt 94 leden, waarmee het de tweede-grootste ideologische caucus binnen de Democratische Partij is. Ze staat rechts van de Congressional Progressive Caucus (102 leden), maar links van de fiscaal conservatieve Blue Dog Coalition (8). 
Prominente voormalige leden zijn Hillary Clinton, Kirsten Gillibrand, John Kerry en Beto O'Rourke.